# Prostitución en Chile
Aunque la prostitución en Chile entre adultos y dentro del ámbito privado es legal, no se permite la existencia de burdeles.
Como régimen prohibitivo, en Chile no se permite la agrupación de personas que ejercen el comercio sexual en casas de tolerancia y como régimen reglamentarista se reglamenta el oficio de la prostitución, identificándose un régimen mixto. Durante los últimos años, la prostitución en Chile ha tenido un aumento exponencial de trabajadores sexuales venidos del extranjero, la mayoría de los trabajadores sexuales en Chile provienen principalmente de países latinoamericanos siendo Colombia y Venezuela quienes más destacan en esta materia y en menor medida de Argentina, Perú, Ecuador o República Dominicana, muchas veces estas personas terminan ejerciendo la prostitución al ser víctimas del tráfico de personas.

## Historia
El primer periodo de reglamentación de la prostitución en Chile comienza en 1896.

## Legislación
Se sanciona la promoción y facilitación (proxenetismo y publicidad), así como todo lo relacionado con los menores de 18 años, aunque la edad de consentimiento sexual para actos consensuados y no comerciales es de 14 años. Hasta 1999 se condenaba la prostitución masculina de carácter homosexual al encontrarse tipificada la sodomía como delito en el Artículo 365 del Código Penal. El mismo código en sus artículos 373 y 495 sanciona las «ofensas al pudor, la moral y las buenas costumbres», por lo que ha sido aplicado a quienes sostienen actos sexuales en público de cualquier naturaleza, habiendo o no un fin comercial de por medio e indistintamente de la orientación sexual de los involucrados, pudiendo aludir como agravante la alteración al orden público, dependiendo del criterio de Carabineros. 
El Código Sanitario hace alusión a la prostitución en el Párrafo II De las enfermedades venéreas,  donde se indica la prohibición de prostíbulos, pero se legitima la posibilidad de existencia del comercio sexual.
La ley chilena obliga a los trabajadores sexuales a inscribirse en el Registro de Carnet Sanitario del Ministerio de Salud, lo que a su vez los condiciona a la realización de controles médicos periódicos pagados por el Estado. El Reglamento sobre infecciones de transmisión sexual y las normas de manejo y tratamiento del Minsal contempla incisos específicos sobre los trabajadores sexuales. En agosto de 2019, los trabajadores sexuales fueron incluidos como «grupo de riesgo» para el contagio del virus del VIH/Sida por el Ministerio de Salud, permitiéndoles la entrega gratuita en el sistema de salud público chileno del tratamiento de profilaxis preexposición para el VIH (PPrE o PrEP por su sigla en inglés).

## Cultura
Los avisos publicitarios en algunos diarios y sitios de internet nacionales no pueden ofrecer explícitamente relaciones sexuales a cambio de dinero, no obstante, se alude indirectamente con servicios como "masajes eróticos" o "damas de compañía".

## Activismo
La Fundación Margen es una organización sin fines de lucro chilena dedicada mediante el activismo a la equiparación de derechos laborales de los trabajadores sexuales que ejercen la prostitución en Chile, además de realizar campañas informativas y de sensibilización sobre el sexo seguro y la entrega de preservativos a los trabajadores sexuales, como un método de prevención de embarazo y enfermedades, promoviendo el autocuidado de quienes ejercen el comercio sexual.
En cuanto a las trabajadoras sexuales transgénero, existen diversas agrupaciones que reúnen a sus integrantes en busca de la defensa de sus derechos. Algunas de ellas son Traves Chile, fundada en 2000; Sindicato Amanda Jofré, fundada en 2004; y Sindicato Afrodita, fundado en Valparaíso en 2000.

## Crimen organizado

### Trata de personas
Las policías chilenas, Carabineros y la Policía de Investigaciones, han desbaratado bandas criminales dedicadas a la trata de personas para fines de explotación sexual.Las mujeres inmigrantes en situación irregular son el grupo más expuesto a ser víctimas de este delito.

### Explotación sexual infantil
La explotación sexual infantil constituye un delito según la legislación vigente en Chile, al igual que la facilitación, el almacenamiento, la distribución y la difusión de material pornográfico que involucre a menores de edad. Durante el año 2022, un total de 115 niños, niñas y adolescentes menores de 18 años que habían sido víctimas de explotación sexual comercial permanecían bajo la custodia del Estado chileno. Quienes hayan sido condenados en Chile por delitos sexuales contra menores, son ingresados de por vida al Registro de Inhabilidades para Trabajar con Menores de Edad.